# Juan Pablo García (football)
Juan Pablo García Contreras (né le 24 novembre 1981 à Guadalajara au Mexique) est un joueur de football international mexicain, qui évoluait au poste de milieu de terrain.

## Biographie

### Carrière en sélection
Avec l'équipe du Mexique, il joue un match (pour aucun but inscrit) lors de l'année 2005. 
Il figure dans le groupe des sélectionnés lors de la Gold Cup de 2005, où son équipe atteint les quarts de finale.
Il participe également aux Jeux olympiques de 2004. Lors du tournoi olympique, il joue trois matchs.